# Parcoul
Parcoul è un comune francese soppresso del dipartimento della Dordogna nella regione dell'Aquitania-Limosino-Poitou-Charentes. Dal 1º gennaio 2016 si è fuso con il comune di Chenaud per formare il nuovo comune di Parcoul-Chenaud di cui è divenuto comune delegato.

## Società

### Evoluzione demografica
Abitanti censiti